# Living Loud
Living Loud byla skupina ve které vystupovali baskytarista a skladatel Bob Daisley, člen skupiny Uriah Heep bubeník Lee Kerslake, kytarista Steve Morse ze skupiny Deep Purple a zpěvák skupiny Cold Chisel Jimmy Barnes. Klávesák skupiny Deep Purple Don Airey se na nahrávkách objevil jako host.
Podle poznámek na stejnojmenném albu, projekt byl iniciován, když Daisley s Kerslakem projednávali možnosti předělávky některých skladeb, na kterých se podíleli jako spoluautoři.
Šest z těchto skladeb, 
"I Don't Know", "Crazy Train", "Flying High Again", "Mr. Crowley", "Tonight" a "Over the Mountain", se původně objevilo na albech Ozzy Osbournea Blizzard of Ozz a Diary of a Madman. V roce 2002 Osbourne vydal re-edice obou alb, kde původní stopy nahrané Daisleym a Kerslakem byly nahrazeny novými stopami, poté co Daisley a Kerslake zažalovali Ozzyho pro neplacení náhrad a náklady spojené s účinkováním na albu Diary of a Madman, kde místo nich byli uvedeni jako účinkující Rudy Sarzo a Tommy Aldridge.

## Sestava
- Jimmy Barnes: zpěv
- Don Airey: klávesové nástroje
- Bob Daisley: baskytara
- Lee Kerslake: bicí nástroje
- Steve Morse: kytara

## Diskografie
- Living Loud (2003/2004)
- Live In Sydney 2004 (2005, 2CD/DVD)